# Núi Scott (Oregon)
Núi Scott là một ngọn núi ở tiểu bang Oregon, Hoa Kỳ. Ngọn núi này nằm ở phía nam Oregon, bên sườn đông nam của Hồ miệng núi lửa. Ở độ cao 2.721 m (8.929 ft.), núi lửa nhỏ này là đỉnh cao nhất của Vườn quốc gia Hồ miệng núi lửa.